# سيتا سلو
سيتاسلو (بالإيطالية: Cittaslow)‏ وتعني حرفيًا المدينة البطيئة، هي منظمة تأسست في إيطاليا مستوحاة من الحركة البطيئة. تسعى إلى تعزيز جودة الحياة في المدن عبر تبطيء وتيرتها العامة، وبالأخص فيما يتعلق باستخدام المساحات وتدفق الحياة وحركة المرور فيها. وهي حركة تمتدح البطء في المدينة وتمثل شهادة على توافر خصوصيات محددة، ترتبط أساسا بجودة الحياة وبالنمو المستدام. تحولت إلى فلسفة حياة تمارس بشيء من التفنن وأصبحت جمعية تتوفر على شبكة دولية وعلامة مسجلة.

## تاريخ
سيتاسلو حركة تأسست في إيطاليا في أكتوبر سنة 1999. يشير هذا المصطلح إلى مدينة تسعى لحماية الأعراف أو التقاليد، والتركيز على منافع سكان المدينة وحماية النظام البيئي، بالإضافة إلى التنمية المستدامة لتحسين نوعية الحياة في المدن. ويشبه هذا المصطلح بالمصطلح «سلو فود» أي «الحركة البطيئة».

## تميزها
يعتبر الكفاح ضد التشابه والتماثل في الهوية والذوق والأراضي والأفكار، رُكنا أساسيا في الفلسفة التي تقوم عليها ظاهرة سلو. تحوّلت العملية الرامية إلى اندماج البلديات الصغيرة، إلى ورشة هائلة للأفكار والرؤى والمشاريع والمراجعات، القادرة على توفير الأسُـس لواقع جديد.

## شروط الحركة
كشروط لازمة للاختيار، لا يجب أن يتجاوز عدد سكان المدينة البطيئة 50 ألف نسمة. كما على المدينة أن تتميز بمناظر طبيعية وأن تكون محافظة على ثقافتها المحلية بالإضافة إلى ذلك، يجب ألا يوجد فيها أي محالّ خاصة بتقديم الوجبات السريعة الغربية، والمحالّ الضخمة.
اختيرت حتى الآن، 93 مدينة من عشر دول كمدن بطيئة، بما فيها إيطاليا (67) وألمانيا (11) وبريطانيا (8) وإسبانيا (7) بولونيا (4) وفرنسا (3) وغيرها.